# Brittany Schussler
Brittany Anne Schussler (ur. 21 kwietnia 1985 w Winnipeg) – kanadyjska łyżwiarka szybka, czterokrotna medalistka mistrzostw świata.

## Kariera
Pierwszy sukces w karierze Brittany Schussler osiągnęła w 2003 roku, kiedy wspólnie z koleżankami z reprezentacji zdobyła brązowy medal w biegu drużynowym podczas mistrzostw świata juniorów w Kushiro. Wynik ten powtórzyła na rozgrywanych rok później mistrzostwach świata juniorów w Roseville. Wśród seniorek pierwszy medal wywalczyła na dystansowych mistrzostwach świata w Nagano w 2008 roku, gdzie wspólnie z Christine Nesbitt i Kristiną Groves zdobyła srebro w biegu drużynowym. W tym samym składzie Kanadyjki zwyciężyły podczas mistrzostw świata w Richmond w 2009 roku. Dwa lata później razem z Cindy Klassen i Christine Nesbitt ponownie zwyciężyła w tej samej konkurencji na mistrzostwach świata w 2011. Ostatni medal zdobyła na mistrzostwach świata w Heerenveen w 2012 roku, gdzie drużynowo zajęła drugie miejsce. Indywidualnie najlepiej zaprezentowała się w Nagano w 2008 roku, gdzie była szósta w biegu na 1500 m. Kilkukrotnie stawała na podium indywidualnych zawodów Pucharu Świata, jednak nie odniosła zwycięstwa. Dziewięciokrotnie zwyciężała za to w zawodach drużynowych. Najlepsze rezultaty osiągała w sezonie 2010/2011, kiedy była czwarta w klasyfikacjach końcowych 1500 m i 3000/5000 m. W 2010 roku wzięła udział w igrzyskach olimpijskich w Vancouver, gdzie była między innymi piąta w drużynie, a w biegu na 1000 m zajęła 25. miejsce. Na rozgrywanych cztery lata później igrzyskach w Soczi jej najlepszymi wynikami były piąte miejsce w drużynie i dziewiętnaste miejsce w biegu na 3000 m.
Jej mężem jest kanadyjski panczenista, Justin Warsylewicz.